# کریپی (بازیکن فوتبال)
کریپی (انگلیسی: Crispi؛ زادهٔ ۲۵ مهٔ ۱۹۴۸) بازیکن فوتبال اهل اسپانیا است.
از باشگاه‌هایی که در آن بازی کرده‌است می‌توان به باشگاه ورزشی تنریف اشاره کرد.
وی همچنین در تیم ملی فوتبال اسپانیا بازی کرده‌است.